# Idioma sama (Angola)
Sama es una lengua bantú de Angola que parece estar estrechamente relacionado con el Kimbundu.